# Microcontinent
Ne doit pas être confondu avec Sous-continent ou Terrane.
Pour un article plus général, voir Continent.

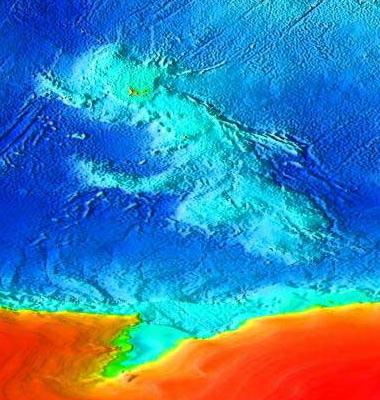
Modèle numérique de terrain bathymétrique du plateau des Kerguelen (nuances de bleu clair) au nord de l'Antarctique (nuances de rouge).

Un microcontinent ou fragment de continent est une partie d'un continent séparé de la masse continentale principale à la suite de la tectonique des plaques. D'un point de vue géologique, il est constitué de croûte continentale ; la plupart sont totalement engloutis ou leurs principaux sommets émergent à l'état d'îles. 
Lorsque ces microcontinents se soudent à d'autres masses continentales au gré de la tectonique des plaques, ils forment des terranes.

## Exemples
- microcontinent Jan Mayen
- plateau de Rockall
- Grandes Antilles (Cuba, Hispaniola, Jamaïque, etc.)
- Madagascar
- plateau des Mascareignes
- plateau des Seychelles
- plateau des Kerguelen
- mont sous-marin Gilbert
- bloc corso-sarde
- Zealandia

## Microcontinents disparus (terranes)
- Armorica
- Avalonia
- Iberia
- microcontinent briançonnais
- Balkanatolia
- plateau de Tasman
- Mauritia
- plateau Wallaby
- microcontinent des Orcades du Sud[1]